# Бєлікович (герб)
Бєлікович (пол. Bielikowicz, Bielikoicz) – шляхетський герб руського походження.

## Опис герба
В червоному полі три срібні гачки вертикально встановлені (у Несецького звані ведами або гардами, два крайніх з'єднані один з одним діагональною балкою. Над щитом геральдична корона без клейноду.

## Історія
Один із найдавніших руських шляхетських гербів.

## Роди
Бєліковичі (початково - Біликовичі) (Bielikowicz), Бєляковичі (початково - Біляковичі) (Bielakowicz), Бялуські (Białuski).